# Bittaford
Bittaford – wieś w Anglii, w hrabstwie Devon. Leży 18,9 km od miasta Plymouth, 43,7 km od miasta Exeter i 293,8 km od Londynu. W 2015 miejscowość liczyła 854 mieszkańców.